# Костромський обласний театр ляльок
Костромськи́й обласни́й теа́тр ляльо́к (рос. Костромской областной театр кукол) — обласний ляльковий театр у місті Костромі (Росія).

## Загальні дані
Костромський обласний театр ляльок міститься в історичній будівлі у центрі міста за адресою:
вул. Островського, буд. 5, м. Кострома-156000 (Росія).
Приміщення театру було збудовано 1896 року за ініціативою інспектора народних училищ Костромської губернії М. Є. Микифорова за проектом архітектора І. В. Брюханова. Спершу тут містилась бібліотека імені О. М. Островського, згодом, у 1920-ті тут працювала Костромська драматична студія, перетворена пізніше на ТЮГ.
Нині театром керує Мельникова Ірина Василівна, головний режисер закладу — Бредис В'ячеслав Августович

## Історія і сьогодення театру
Датою відкриття театру вважається 8 листопада 1936 року — цього дня була показана прем'єрна вистава «Лисичка-сестричка». У постановці брали участь лише 6 осіб, які до цього навіть не мали досвіду в роботі лялькового театру.
У перші роки існування театр не мав власного прміщення. Тому спершу вистави ставилися у Будинку піонерів, де для цієї мети надали окрему кімнату, в подальшому ж заклад займав приміщення в Будинку вчителя. 
Лише 1946 року Костромський обласний театр ляльок отримав своє власне приміщення, в якому перебуває і дотепер.
За свою історію в ляльковому театрі в Костромі було поставлено безліч спектаклів, художній та акторський рівень яких незмірно зріс у порівнянні з першими виступами, як за майстерністю керування ляльками, так і за оформленням сцени театру.
У теперішній час трупа закладу нараховує 19 акторів. А приміром, за 2007 рік у театрі було зіграно 404 вистави, які змогли переглянути 38,6 тисяч глядачів.

## Джерело-посилання
- Костромський обласний театр ляльок на www.kostromag.ru (сайт, присвячений місту Котромі) [Архівовано 5 березня 2011 у Wayback Machine.] (рос.)

1. ↑  Європейська театральна архітектура — Arts and Theatre Institute.